# Esperanto klubo Prostějov
Esperanto klubo Prostějov je spolek v Prostějově, jehož hlavním účelem je propagace mezinárodního jazyka esperanto. Dalším cílem je propagovat pomocí esperanta město Prostějov a jeho okolí.
Esperanto klubo Prostějov byl založen v roce 1909.